# Minamitane, Kagoshima
Minamitane (南種子町 Minamitane-chō) là thị trấn thuộc huyện Kumage, tỉnh Kagoshima, Nhật Bản. Tính đến ngày 1 tháng 10 năm 2020, dân số ước tính thị trấn là 5.445 người và mật độ dân số là 53,7 người/km2. Tổng diện tích thị trấn là 110,4 km2.